# Alberto Gori
Alberto Gori OFM (9. února 1889, San Piero Agliana – 25. listopadu 1970, Jeruzalém) byl italský katolický kněz a biskup, v letech 1949–1970 Latinský patriarcha jeruzalémský.